# 100% (píseň, Sonic Youth)
„100%“ je píseň americké rockové skupiny Sonic Youth. Byla vydána roku 1992 jako singl k albu Dirty. Singl vyšel na CD i na gramofonové desce, přičemž gramofonová deska obsahovala dvě písně navíc.

## Seznam skladeb
1. „100%“ (LP verze) - 2:29
2. „Crème Brûlée“ (LP verze) - 2:32
3. „Genetic“ - 3:50
4. „Hendrix Necro“ - 2:50